# آندریا پاولوویچ
آندریا پاولوویچ (سیریلیک صربی: Андрија Павловић؛ زادهٔ ۱۶ نوامبر ۱۹۹۳) بازیکن فوتبال اهل صربستان است.
از باشگاه‌هایی که در آن بازی کرده‌است می‌توان به باشگاه فوتبال چوکاریچکی، باشگاه فوتبال راپید وین، باشگاه فوتبال راد، باشگاه فوتبال کپنهاگن، و باشگاه فوتبال آپوئل اشاره کرد.
وی همچنین در تیم‌های ملی فوتبال زیر ۲۰ سال صربستان، زیر ۲۱ سال صربستان، زیر ۲۱ سال صربستان، و صربستان بازی کرده‌است.